# Malá Stolová
Malá Stolová (1009 m n.p.m.) – szczyt w Beskidzie Morawsko-Śląskim, na Morawach, w Czechach, w północnej odnodze masywu góry Kněhyně. Widokowy szczyt zalesiony jest młodym mieszanym lasem świerkowo-bukowym.